# Lang man shu gei ni
Lang man shu gei ni (浪漫輸給你S), noto anche con il titolo internazionale Lost Romance, è una serie televisiva taiwanese del 2020.

## Trama
Zheng Xiao En è una scrittrice che sogna un grande amore. Un giorno si ritrova catapultata nelle pagine di un romanzo rosa, per poi scoprire che lei non è la protagonista, ma un personaggio secondario destinato peraltro a una brutta fine: la giovane decide così di cambiare il proprio destino e conquistare il protagonista, He Tian Xing.